# Amblyeleotris macronema
Amblyeleotris macronema är en fiskart som beskrevs av Nicholas Vladimir Polunin och Lubbock, 1979. Amblyeleotris macronema ingår i släktet Amblyeleotris och familjen smörbultsfiskar. Inga underarter finns listade i Catalogue of Life.